# Теута Биляли
Теута Биляли (на албански: Teuta Bilali, на македонска литературна норма: Теута Биљали) е политик от Северна Македония от албански произход.

## Биография
Родена е на 25 март 1980 година в град Тетово, тогава във Социалистическа федеративна република Югославия, днес в Северна Македония.
В 2016 година е избрана за депутат от Движение Беса в Събранието на Република Македония.
При разцеплението на Беса в 2018 година, от депутатите на партията Биляли заедно с Фадил Зендели остава верна на председателя Билял Касами.